# Graham, Anderson, Probst & White
Graham, Anderson, Probst & White (GAP & W) fue una firma de arquitectos de Chicago fundada en 1912 como Graham, Burnham & Co. Esta firma fue la sucesora de DH Burnham & Co. a través del socio sobreviviente de Daniel Burnham, Ernest R. Graham y los hijos de Burnham, Hubert Burnham y Daniel Burnham Jr. En 1917 los Burnham se fueron para formar su propia práctica, que finalmente se convirtió en Burnham Brothers. El mismo año Graham, (William) Peirce Anderson, Edward Mathias Probst y Howard Judson White formaron la práctica resultante. La firma también empleó a Victor Andre Matteson.

## Fondo
Graham, Anderson, Probst & White fue el estudio de arquitectura más grande bajo un mismo techo durante la primera mitad del siglo XX. No se puede exagerar la importancia de la firma para el legado arquitectónico de Chicago, ni tampoco su conexión con Burnham.
La empresa tenía su sede en el propio edificio de intercambio ferroviario de Burnham. En parte por su conexión con Burnham, la firma capturó la mayoría de los grandes encargos de 1912 a 1936, incluidas obras icónicas como Wrigley Building, Merchandise Mart, Field Museum, Shedd Aquarium, Civic Opera House y el la Old Chicago Main Post Office. Su único rival cercano era el igualmente prolífico Holabird y Root.
GAP & W también creó la icónica Terminal Tower en Cleveland y The Reserve en Kansas City.
Anderson murió en 1924, y Graham y White lo siguieron con pocas semanas de diferencia en 1936. El socio sobreviviente Edward M. Probst se hizo cargo de la firma, asistido por sus hijos Marvin Probst y Edward E. Probst.
Después de la muerte del Sr. Probst en 1942, su hijo Marvin G. Probst asumió el cargo de presidente firme. Edward E. Probst dejó la empresa alrededor de 1947. Justo antes de la muerte de Marvin Probst en 197f0, la empresa fue vendida a un empleado, William R. Surman. De 1970 a 1993 William Surman fue presidente de la firma. Después de su muerte en 1993, la práctica fue dirigida por su hijo Robert Surman hasta que la firma cerró sus puertas en el otoño de 2006.
Al principio, Graham, Anderson, Probst & White se hicieron conocidos por su gusto clásico y la elegancia de su producción inspirada en Beaux-Arts, que Louis Sullivan denunció como un retranqueo estilístico pero que, sin embargo, resistió a múltiples generaciones de críticos. Esos primeros edificios siguen siendo los favoritos populares en la actualidad. Sin embargo, a partir de 1923 con los planes de la empresa para Merchandise Mart y Straus Building, la práctica pronto comenzó a moverse más allá de la influencia de las bellas artes de Burnham y el movimiento City Beautiful hacia el estilo Art Deco más atrevido y austero con sus formas aerodinámicas. La máxima expresión de la firma del estilo Art Deco se encontró en el diseño del Field Building de 1931 (más tarde conocido como La Salle Bank Building), que fue un encargo de la finca del magnate de los grandes almacenes Marshall Field. Ese año coincidió con el igualmente impresionante Chicago Board of Trade Building de Holabird y Root. Después de 1931, GAP & W en su mayor parte dejaron de hacer referencia al estilo Beaux-Arts.

## Edificios
- Field Museum of Natural History (D.H. Burnham & Co., 1909–12; Graham, Burnham & Co., 1912–17; GAP&W, 1917–20)
- Conway Building, 1913 (D.H. Burnham & Co. and Graham, Burnham & Co.)
- Continental and Commercial Bank Building, 1914 (como Graham, Burnham & Co.)
- Marshall Field & Co. Annex and northeast section of main store, 1914 (como Graham, Burnham & Co.)
- Bethlehem Steel General Office Building, Bethlehem, Pensilvania 1916 (como Graham, Burnham & Co.)[1] Actualmente vacante.
- Union Station, Chicago, 225 South Canal Street, 1913-25 (comenzó como Graham, Burnham & Co.)[2]
- Kimball Building (también conocido como DePaul University Lewis Center), 1917
- Wrigley Building, 1919–1925
- 925 Grand, 1921
- Federal Reserve Bank of Chicago Building, 1922[3]
- Butler Brothers Warehouse Building, 1922
- 7 E. Redwood Ave, Baltimore MD (anteriormente conocido como Citizens National Bank of Baltimore Building, también conocido como Union Citizens National Bank,[4] 1922)
- Belknap Hardware and Manufacturing Building (101-23 East Main Street, Louisville, KY - now known as Waterside Building), 1923
- Straus Building (también conocido como Continental National Insurance Building), 1923–24
- Merchandise Mart, 1923–31[5]
- Illinois Merchants Bank Building (también conocido como Continental Illinois Bank Building), 1924
- Chesapeake & Ohio Railway Passenger and Freight Stations, Carter Avenue entre calles 10 y 11, Ashland, Kentucky, 1925[2]
- John G. Shedd Aquarium, 1925–1931
- Pittsfield Building, 1926–1927
- State Line Generating Plant, 1926–29
- Terminal Tower, Public Square, Cleveland, 1926-1930[2]
- Builders Building (también conocido como 222 N. La Salle St.), 1927
- 208 W. Washington St., Chicago (también conocido como Concord City Centre), 1927
- Civic Opera House, 1927–1929
- Insurance Exchange Building, sección sur, 1928
- State Bank of Chicago Building, 1928
- Museum of Science and Industry reconstrucción, 1928–1940
- Koppers Tower, 1929
- Regions Bank Building, 1930
- Foreman State National Bank Building (también conocido como 33 North LaSalle), 1930[6]
- Suburban Station, 16th Street at John Fitzgerald Kennedy Boulevard, Filadelfia, 1930[2]
- Chicago, Burlington & Quincy Railroad Depot, South 10th Street, Omaha, Nebraska, renovación 1930[2]
- Landmark Office Towers Complex, 1930
- Field Building (también conocido como La Salle National Bank Building), 1931
- Mayflower Manor Apartments, Akron, 1931
- La Rabida Children's Hospital and Research Center, 1931
- U.S. Post Office Central Office, Chicago, 1932
- Chicago Historical Society Building, 1932
- Hurley Hall, Universidad de Notre Dame, 1932
- Reyniers Life Building, Universidad de Notre Dame, 1947
- Edens Plaza, Wilmette, Illinois, 1956
- Morton Salt Headquarters, 1956–61
- American Dental Association Building, 1965
- Hayes-Haley Hall, Universidad de Notre Dame, 1968
- CNA Center, Chicago, 1972–1973
- Motorola World Headquarters, Schaumburg, IL 1973
- Illinois State Library, Springfield, IL 1990[7]
- Loyola University Chicago, Oficinas administrativas, Forest Park, IL 1991
- 2 East Erie, Chicago, 2002

## Escultura arquitectónica
Como la mayoría de las otras importantes firmas de arquitectura de principios del siglo XX, GAP & W utilizaba con frecuencia la escultura para decorar los diseños de sus edificios. Como era costumbre en la época, GAP & W tenía artistas específicos con los que preferían trabajar. Uno en particular fue el neoyorquino Henry Hering, quien creó el frontón esculpido para la Civic Opera House ; una variedad de detalles para el Museo Field de Historia Natural, incluida una variación en el porche Erectheum; y las figuras alegóricas Día y Noche para el Gran Salón de la Union Station de Chicago. A medida que avanzaba el siglo, la firma se alejó del estilo clásico favorecido por Hering y utilizado para los edificios Beaux Arts anteriores de la firma a obras de estilo art deco más contemporáneo, como la atribuida al escultor Frank Jirouch en el edificio Midland de Cleveland.

## Galería

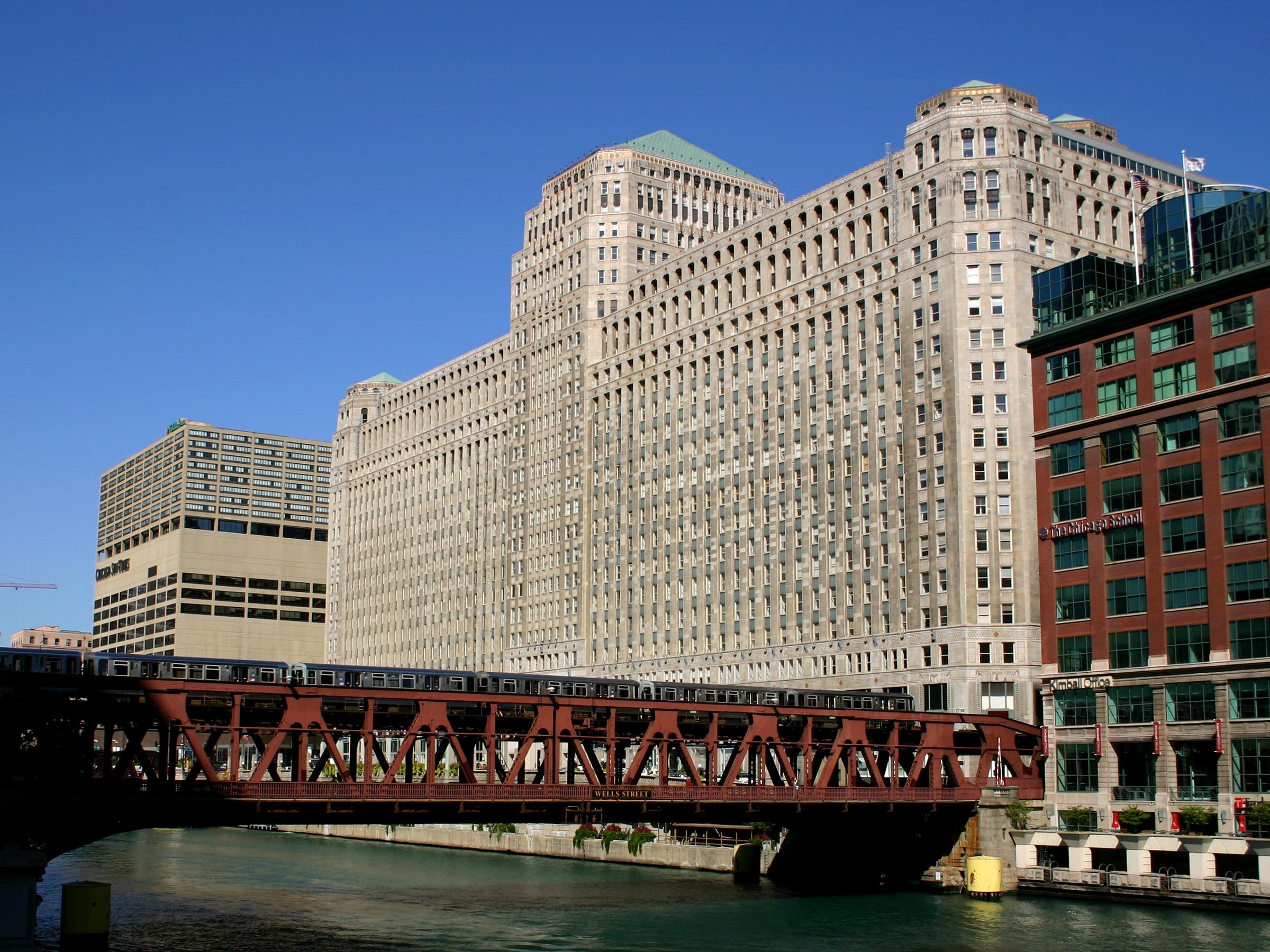
El Merchandise Mart, Chicago
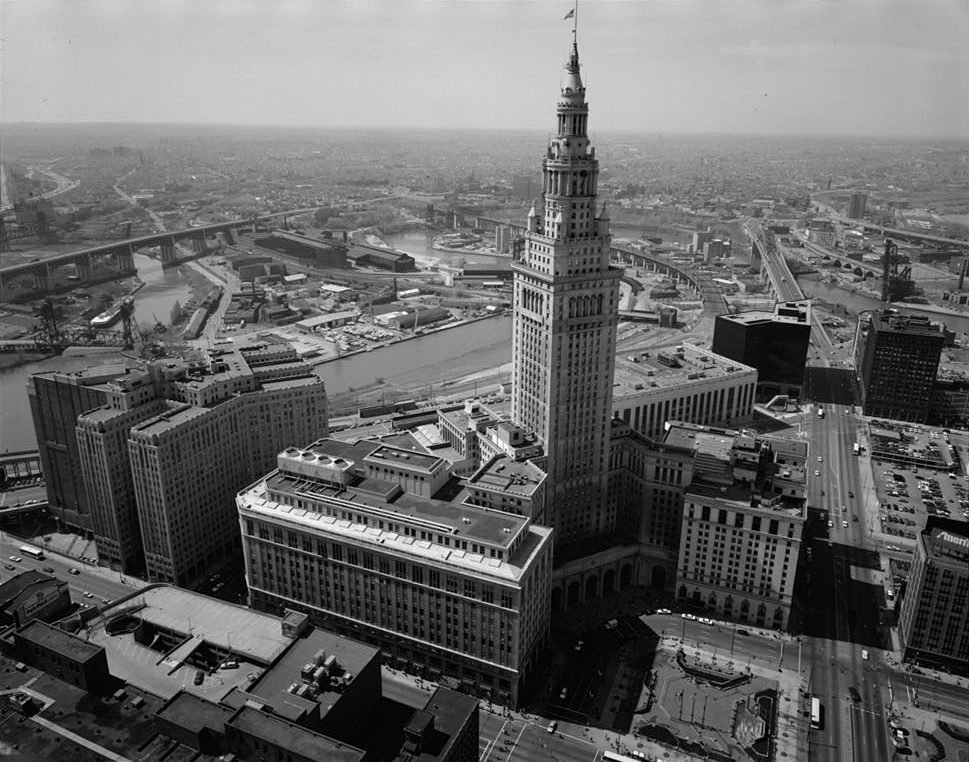
La Terminal Tower en Cleveland, Ohio .
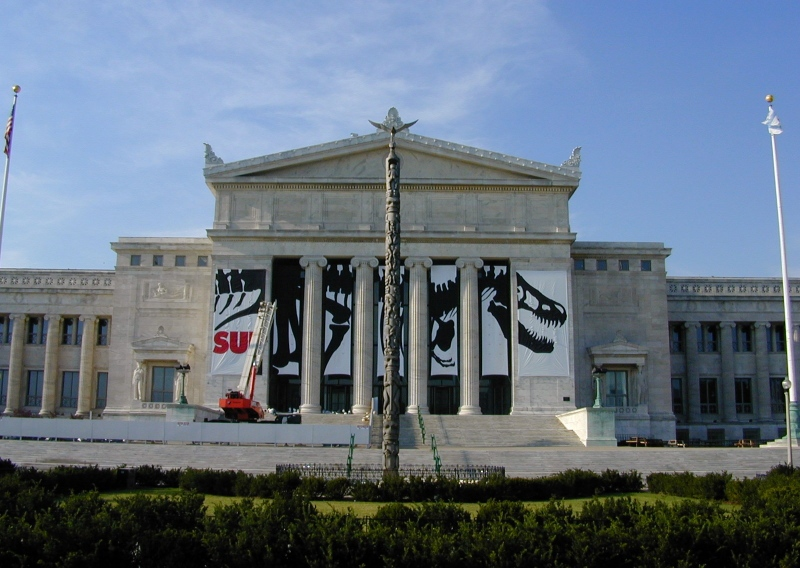
Museo Field, Chicago
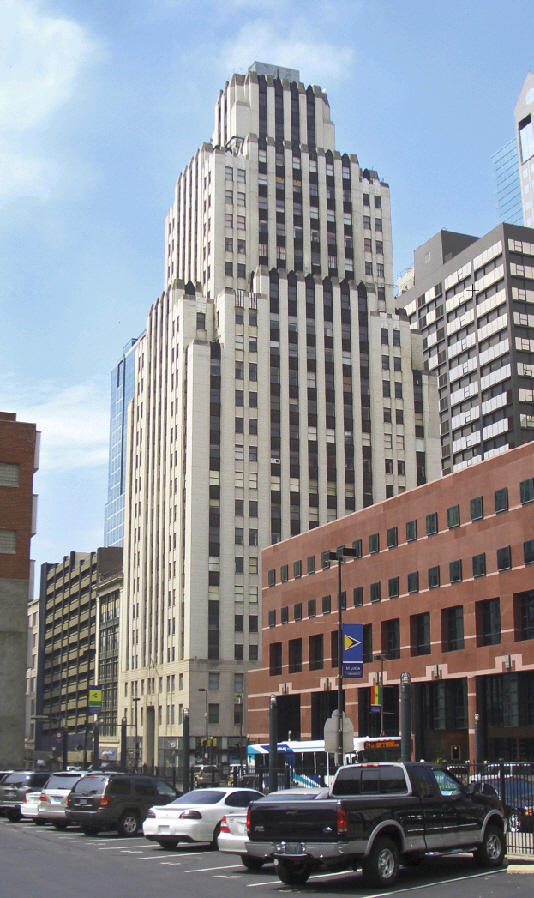
El Bryant Building
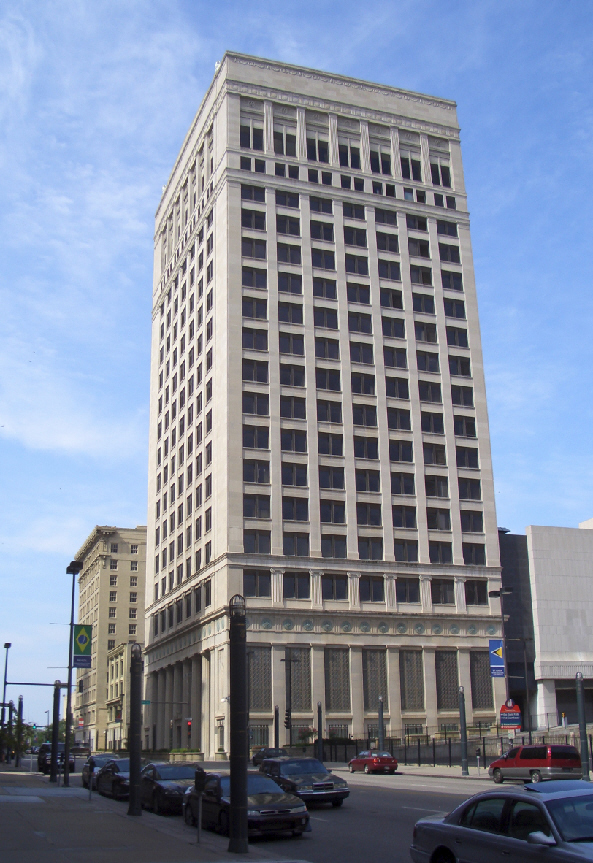
Banco de la Reserva Federal
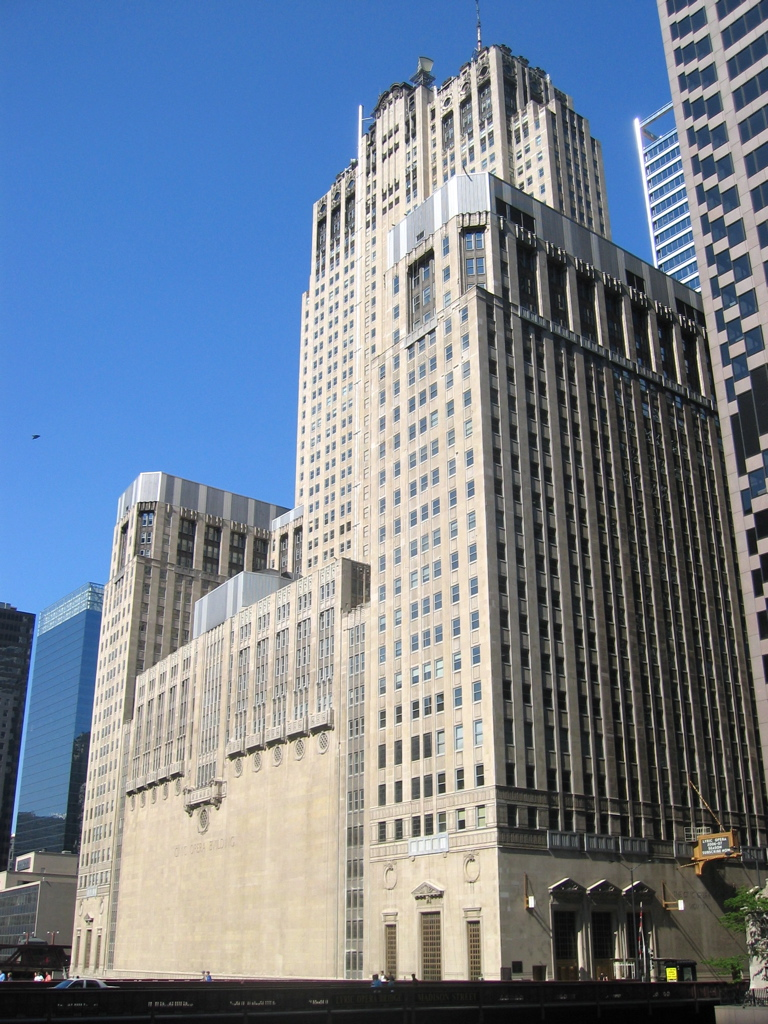
Ópera cívica, Chicago
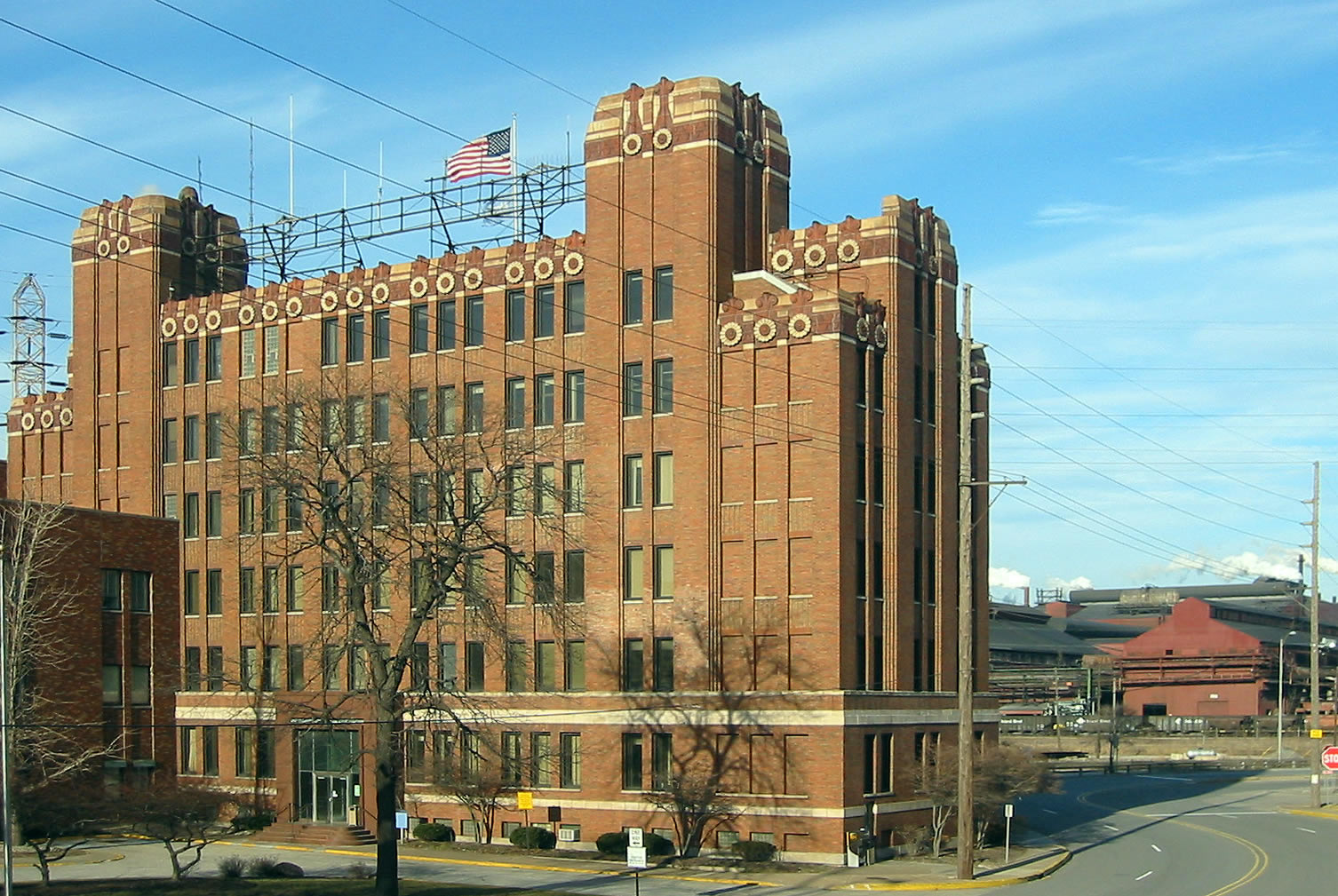
Edificio de oficinas principal, Inland Steel Co., East Chicago, Indiana
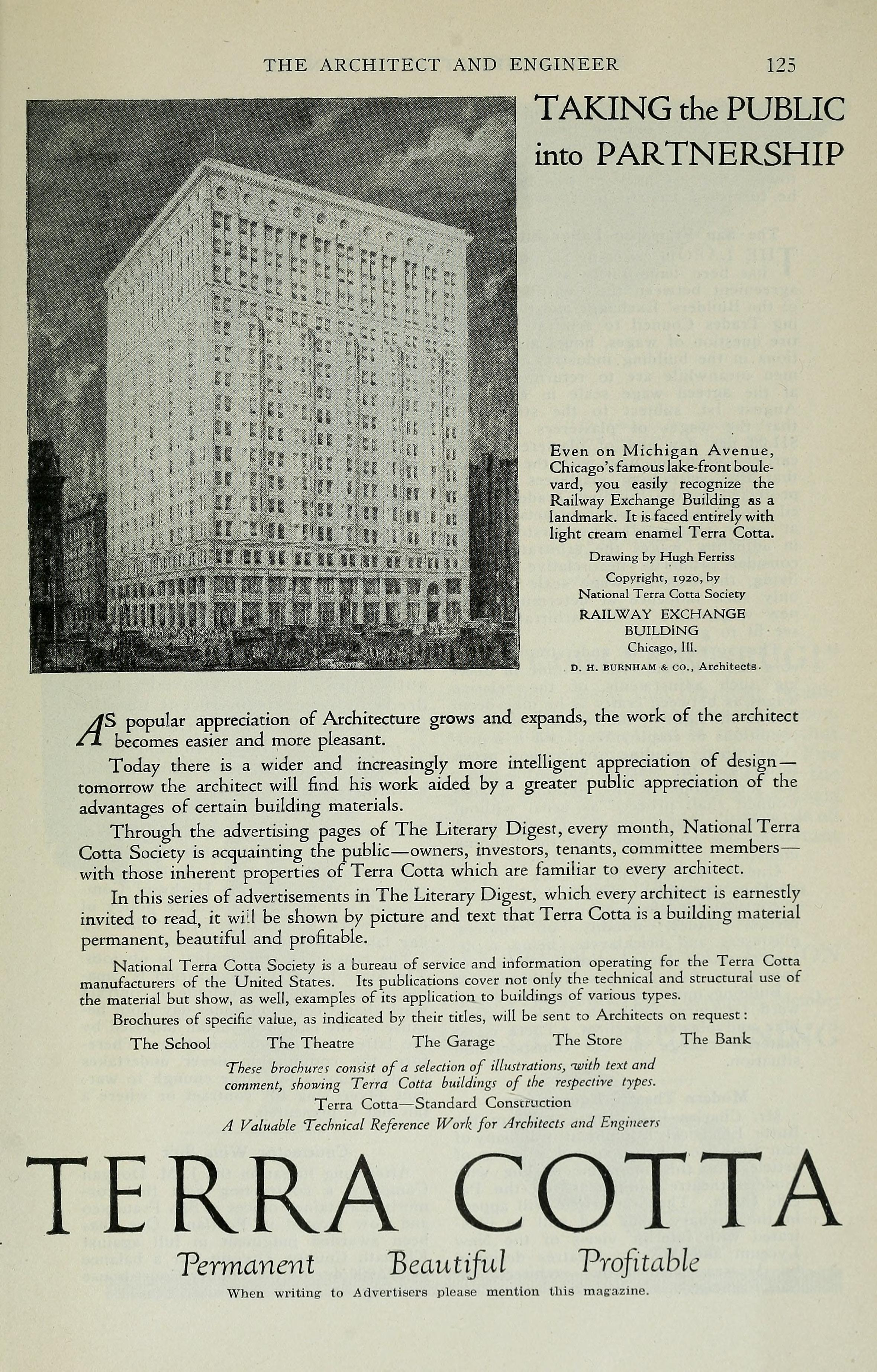
Edificio de Intercambio Ferroviario
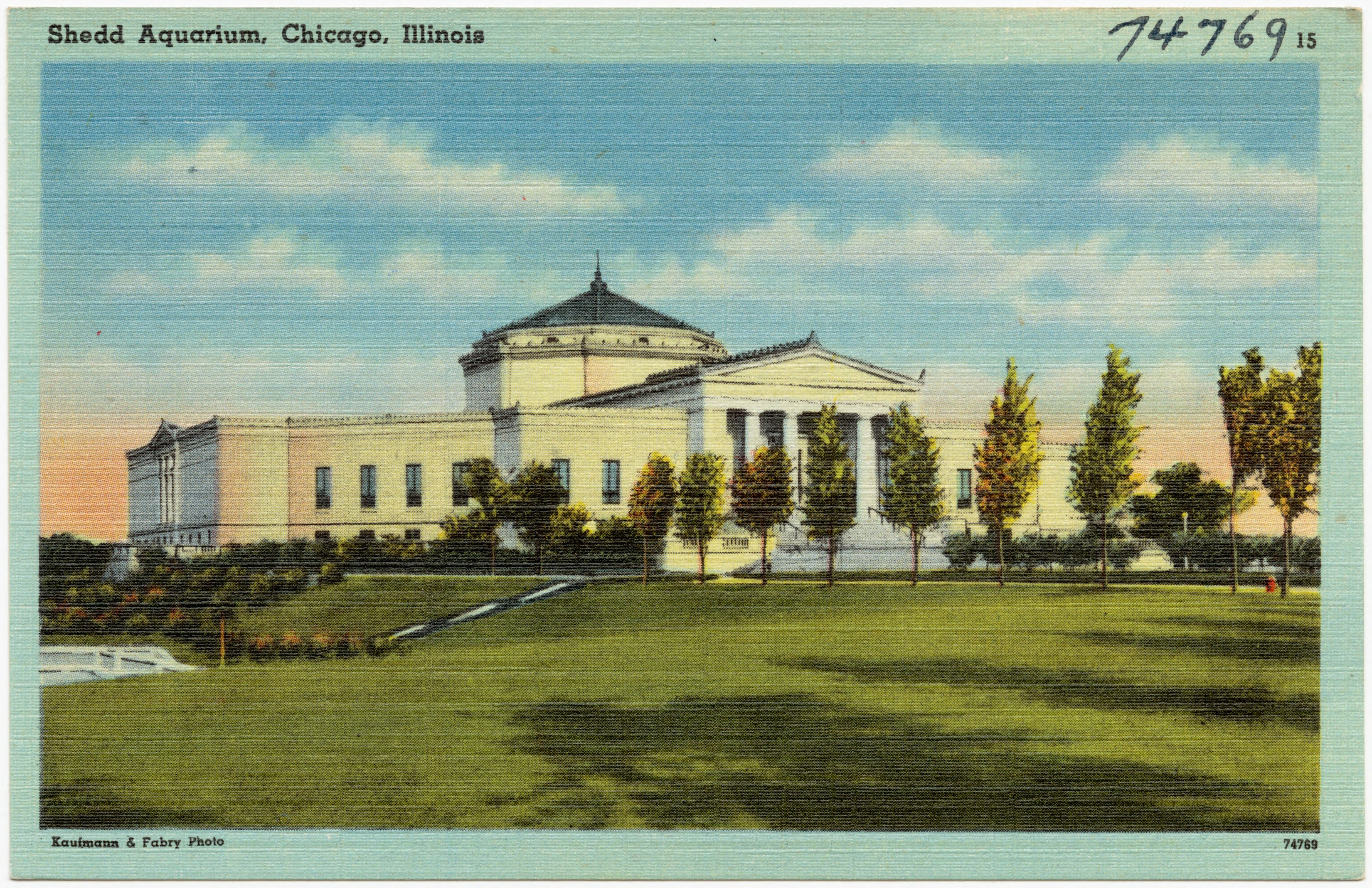
Acuario Shedd, Chicago, Illinois
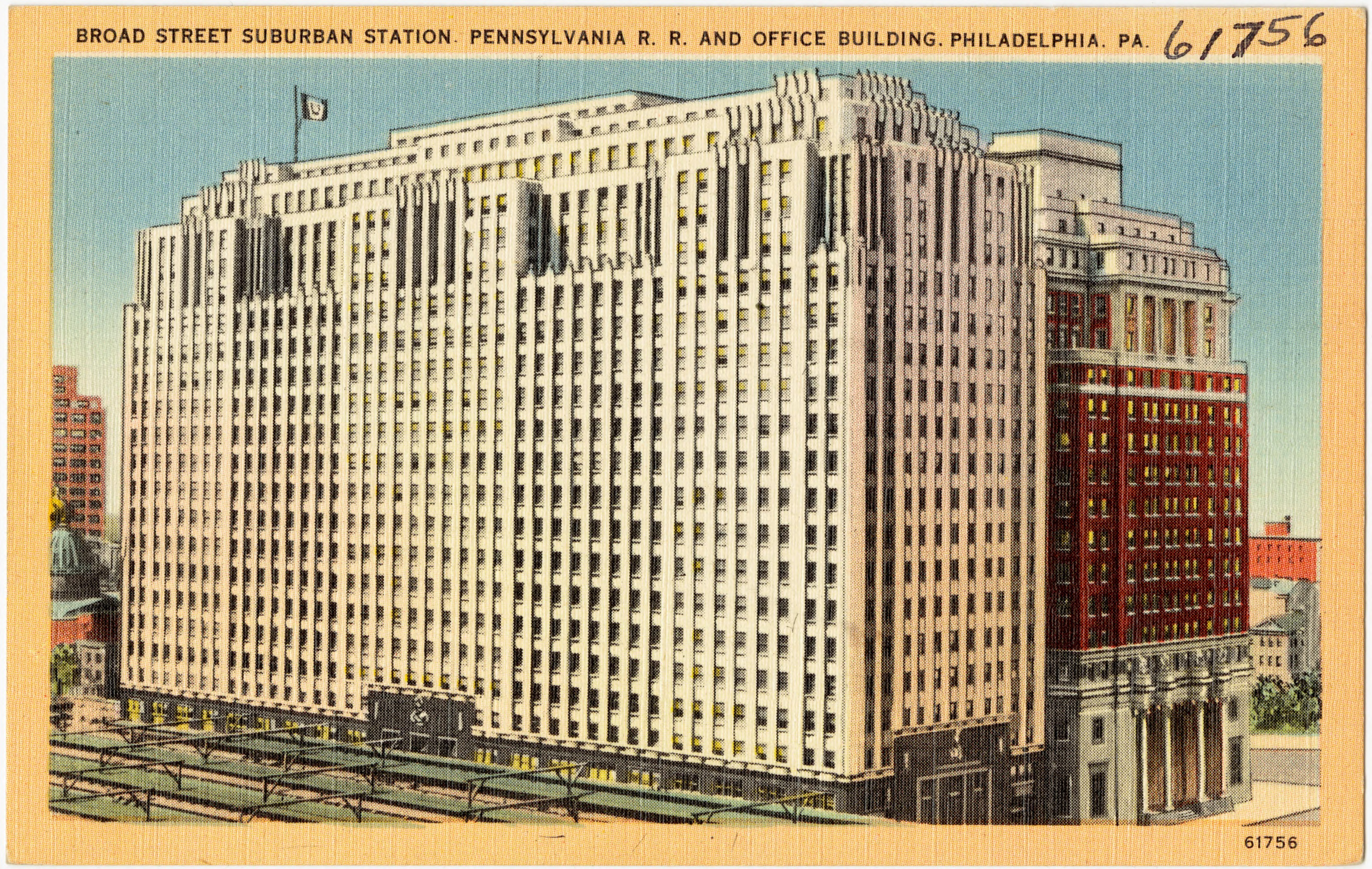
Estación suburbana, Filadelfia, Pensilvania